# Кларксбург (Міссурі)
Кларксбург (англ. Clarksburg) — місто (англ. city) в США, в окрузі Моніто штату Міссурі. Населення — 254 особи (2020).

## Географія
Кларксбург розташований за координатами 38°39′41″ пн. ш. 92°39′59″ зх. д. / 38.66139° пн. ш. 92.66639° зх. д. (38.661320, -92.666496).  За даними Бюро перепису населення США в 2010 році місто мало площу 1,50 км², з яких 1,49 км² — суходіл та 0,01 км² — водойми.

## Демографія
Згідно з переписом 2010 року, у місті мешкали 334 особи в 115 домогосподарствах у складі 89 родин. Густота населення становила 222 особи/км².  Було 143 помешкання (95/км²).
Расовий склад населення:
| - 97,9 % — білих - 0,6 % — корінних американців |

До двох чи більше рас належало 0,9 %. Частка іспаномовних становила 1,8 % від усіх жителів.
За віковим діапазоном населення розподілялося таким чином: 34,1 % — особи молодші 18 років, 58,1 % — особи у віці 18—64 років, 7,8 % — особи у віці 65 років та старші. Медіана віку мешканця становила 31,7 року. На 100 осіб жіночої статі у місті припадало 96,5 чоловіків;  на 100 жінок у віці від 18 років та старших — 93,0 чоловіків також старших 18 років.
Середній дохід на одне домашнє господарство  становив 45 230 доларів США (медіана — 31 875), а середній дохід на одну сім'ю — 53 536 доларів (медіана — 41 250). Медіана доходів становила 35 500 доларів для чоловіків та 28 333 долари для жінок. За межею бідності перебувало 24,8 % осіб, у тому числі 21,1 % дітей у віці до 18 років та 29,2 % осіб у віці 65 років та старших.
Цивільне працевлаштоване населення становило 108 осіб. Основні галузі зайнятості: виробництво — 22,2 %, публічна адміністрація — 19,4 %, роздрібна торгівля — 15,7 %, освіта, охорона здоров'я та соціальна допомога — 13,0 %.